# The Man with the Twisted Lip
The Man with the Twisted Lip(O Homem do Lábio Torcido ou O Homem da Boca Torta) é um conto policial de Sir Arthur Conan Doyle protagonizado por Sherlock Holmes e Dr. Watson publicado pela primeira vez na Strand Magazine em Dezembro de 1891 com 10 ilustrações de Sidney Paget.

## Sinopse
Dr. Watson vai procurar Isa Whitney, irmão de Elias Whitney e usuário de ópio, nos lugares mais fétidos de Londres, quando se depara com ninguém menos que Sherlock Holmes entre os usuários de ópio. É claro que Holmes estava em mais um de seus casos. O Sr Neville St. Clair, que supostamente havia sido assassinado, foi visto por sua mulher, porém após uma invasão ao local, a polícia encontrou apenas um mendigo com a boca torta e as roupas do cavalheiro, fazendo com que o mendigo fosse preso como o assassino.Sherlock Holmes porém contraria a polícia e, aumentando as esperanças da suposta viúva, teima que não houve nenhum assassinato. Depois, Sherlock Holmes interroga o suposto assassino e descobre que era Neville St. Claire disfarçado.

### Ilustrações

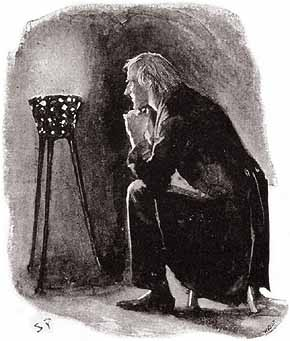
Sherlock Holmes se esconde em meio aos drogados
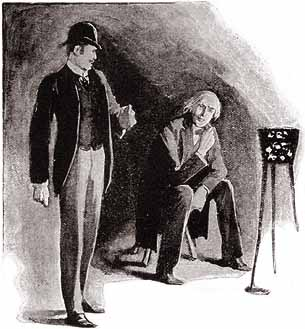
Sherlock Holmes e Dr. Watson
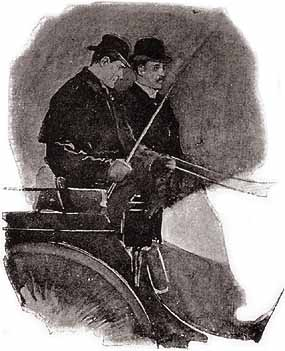
Sherlock Holmes e Dr. Watson voltam à Baker Street
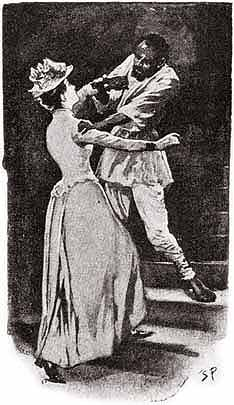
Neville St. Clair e sua esposa
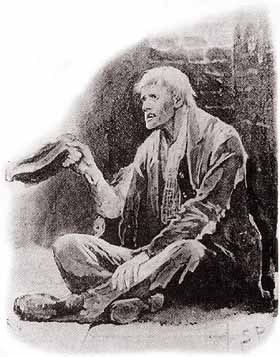
O homem do lábio torcido
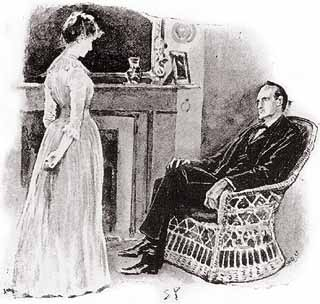
Sherlock Holmes e Sra. St. Clair
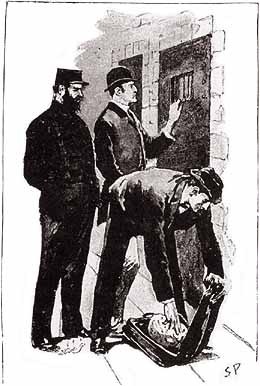
Sherlock Holmes vai interrogar o suposto assassino
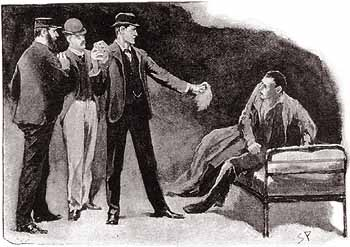
Sherlock Holmes desmascara o homem do lábio torcido